# Exile on Main St.
Exile on Main St. — подвійний альбом гурту The Rolling Stones. Виданий 12 травня 1972 року лейблами Rolling Stones Records, Atlantic Records. Не зважаючи на те, що видання отримало різноманітні оцінки, більшість критиків схиляється до того, що це найкращий альбом гурту, зокрема, за жанрову різноманітність матеріалу. Журнал Rolling Stone відвів платівці 7-ме місце у переліку П'ятисот найкращих альбомів на всі часи.

## Виробництво
Матеріал для альбому накопичувався з 1968 року. Навесні 71-го з метою уникнення сплати непосильних податків гурт перебирається з Великої Британії до Франції. Всі жили у різних місцях, та записуватися з'їжджалися до Кейта Річардса на віллу Nellcôte. Запис розпочався на початку червня. Графік був ненормований, зокрема тому, що Кейт постійно вживав героїн і часом просто не міг брати участь у роботі колективу. Кілька треків, розпочатих ще у Франції, зводили/дописували/мікшували у Лос-Анжелесі, на студії Sunset Sound Recorders. Треки «Torn and Frayed» і «Loving Cup» були повністю записані в Лос-Анжелесі. Там же музиканти відвідували євангелістську церкву, тому деякі з пісень мають елементи госпелу.
У березні 72-го альбом був готовий, а 12 травня потрапив на полиці крамниць.

## Реакція
Найвищі бали альбом отримав від таких видань: Allmusic, NME, Q magazine i Rolling Stone.

## Список пісень

### Сторона 1
1. «Rocks Off[en]» — 4:32
2. «Rip This Joint[en]» — 2:23
3. «Shake Your Hips[en]» (Slim Harpo) — 2:59
4. «Casino Boogie[en]» — 3:33
5. «Tumbling Dice[en]» — 3:45

### Сторона 2
1. «Sweet Virginia[en]» — 4:25
2. «Torn and Frayed[en]» — 4:17
3. «Sweet Black Angel[en]» — 2:54
4. «Loving Cup[en]» — 4:23

### Сторона 3
1. «Happy» — 3:04
2. «Turd on the Run» — 2:37
3. «Ventilator Blues[en]» (Jagger, Richards, Mick Taylor) — 3:24
4. «I Just Want to See His Face[en]» — 2:52
5. «Let It Loose[en]» — 5:17

### Сторона 4
1. «All Down the Line[en]» — 3:49
2. «Stop Breaking Down[en]» (Роберт Джонсон) — 4:34
3. «Shine a Light[en]» — 4:14
4. «Soul Survivor[en]» — 3:49

## Чарт

### Щотижневі чарти
| Чарт (1972)                                  | Найвища позиція |
| -------------------------------------------- | --------------- |
| Australian Albums (Kent Music Report)        | 2               |
| Канада Canada Top Albums/CDs (RPM)           | 1               |
| Нідерланди Dutch Albums (MegaCharts)         | 1               |
| Finland (The Official Finnish Charts)        | 7               |
| Німеччина German Albums (Offizielle Top 100) | 2               |
| Japanese Albums (Oricon)                     | 7               |
| Норвегія Norwegian Albums (VG-lista)         | 1               |
| Spanish Albums Chart                         | 1               |
| Swedish Albums (Sverigetopplistan)           | 2               |
| Велика Британія UK Albums (OCC)              | 1               |
| США Billboard 200                            | 1               |

| Чарт (2010)                                          | Найвища позиція |
| ---------------------------------------------------- | --------------- |
| Австралія Australian Albums (ARIA)                   | 6               |
| Австрія Austrian Albums (Ö3 Austria)                 | 7               |
| Бельгія Belgian Albums (Ultratop Flanders)           | 8               |
| Бельгія Belgian Albums (Ultratop Wallonia)           | 9               |
| Фінляндія Finnish Albums (Suomen virallinen lista)   | 25              |
| Франція French Albums (SNEP)                         | 97              |
| Данія Danish Albums (Hitlisten)                      | 5               |
| Нідерланди Dutch Albums (MegaCharts)                 | 2               |
| Німеччина German Albums (Offizielle Top 100)         | 3               |
| Греція Greek Albums (IFPI)                           | 2               |
| Ірландія Irish Albums (IRMA)                         | 11              |
| Італія Italian Albums (FIMI)                         | 4               |
| Japanese Albums (Oricon)                             | 12              |
| Нова Зеландія New Zealand Albums (Recorded Music NZ) | 4               |
| Норвегія Norwegian Albums (VG-lista)                 | 1               |
| Іспанія Spanish Albums (PROMUSICAE)                  | 2               |
| Швеція Swedish Albums (Sverigetopplistan)            | 1               |
| Швейцарія Swiss Albums (Schweizer Hitparade)         | 8               |
| Велика Британія UK Albums (OCC)                      | 1               |
| США Billboard 200                                    | 2               |

### Чарти на кінець року
| Чарт (1972)                           | Позиція |
| ------------------------------------- | ------- |
| Australian Albums (Kent Music Report) | 19      |
| Dutch Albums (MegaCharts)             | 11      |
| German Albums (Offizielle Top 100)    | 29      |
| US Billboard Top Pop Albums[джерело?] | 31      |

| Чарт (2010)                        | Позиція |
| ---------------------------------- | ------- |
| Dutch Albums (MegaCharts)          | 66      |
| German Albums (GfK)                | 84      |
| Swedish Albums (Sverigetopplistan) | 72      |
| UK Albums (OCC)                    | 126     |
| US Billboard 200                   | 176     |

## Сертифікації
| Регіон                                                                                          | Сертифікація | Продажі    |
| ----------------------------------------------------------------------------------------------- | ------------ | ---------- |
| Австралія (ARIA) original release                                                               | Золотий      | 20 000^    |
| Австралія (ARIA) 2010 release                                                                   | Платиновий   | 70 000^    |
| Італія (FIMI)                                                                                   | Золотий      | 25 000*    |
| Нова Зеландія (RIANZ) 2010 release                                                              | Золотий      | 7500^      |
| Велика Британія (BPI) 2010 release                                                              | Платиновий   | 300 000*   |
| США (RIAA)                                                                                      | Платиновий   | 1 000 000^ |
| *продажі, що базуються лише на сертифікаціях ^відвантаження, що базуються лише на сертифікаціях |              |            |